# Richard Alexander
Richard Alexander (Dallas, 19 novembre 1902 – Woodland Hills, 9 agosto 1989) è stato un attore statunitense.

## Filmografia parziale

### Cinema
- La donna leopardo (The Leopard Lady), regia di Rupert Julian (1928)
- Marlie the Killer, regia di Noel M. Smith (1928)
- La donna misteriosa (The Mysterious Lady), regia di Fred Niblo (1928)
- I vichinghi (The Viking), regia di R. William Neill (1928)
- Donna pagana (The Godless Girl), regia di Cecil B. DeMille (1929)
- Sin Sister, regia di Charles Klein (1929)
- The Lone Star Ranger, regia di A.F. Erickson (1930)
- Il nostro pane quotidiano (Our Daily Bread), regia di Friedrich Wilhelm Murnau (1930)
- Redenzione (Redemption), regia di Fred Niblo (1930)
- All'ovest niente di nuovo (All Quiet on the Western Front), regia di Lewis Milestone (1930)
- See America Thirst, regia di William James Craft (1930)
- Il mio ragazzo (Young Donovan's Kid), regia di Fred Niblo (1931)
- La bolgia dei vivi (Shanghaied Love), regia di George B. Seitz (1931)
- Law and Order, regia di Edward L. Cahn (1932)
- Two-Fisted Law, regia di D. Ross Lederman (1932)
- Il segno della croce (The Sign of the Cross), regia di Cecil B. DeMille (1932)
- Destination Unknown, regia di Tay Garnett (1933)
- Il paradiso delle stelle (George White's Scandals), regia di Thornton Freeland, Harry Lachman e George White (1934)
- Cleopatra, regia di Cecil B. DeMille (1934)
- Nel paese delle meraviglie (Babes in Toyland), regia di Gus Meins e Charley Rogers (1934) - non accreditato)
- Coyote Trails, regia di Bernard B. Ray (1935)
- Tempi moderni (Modern Times), regia di Charlie Chaplin (1936)
- Flash Gordon, regia di Frederick Stephani (1936) - Serial
- The Feud of the Trail, regia di Robert F. Hill (1937)
- SOS Coast Guard, regia di Alan James e William Witney (1937)
- La maschera di Zorro (Zorro Rides Again), regia di John English e William Witney (1937) - Serial
- Flash Gordon alla conquista di Marte (Flash Gordon's Trip to Mars), regia di Ford Beebe e Ray Taylor (1938)
- Eroi per forza (The Gladiator), regia di Edward Sedgwick (1938) - non accreditato
- Capitan Furia (Captain Fury), regia di Hal Roach (1939)
- The Kansas Terrors, regia di George Sherman (1939)
- Call of the South Seas, regia di John English (1944)
- La legge di Robin Hood (Rimfire), regia di B. Reeves Eason (1949)
- Across the Badlands, regia di Fred F. Sears (1950)
- Silver Canyon, regia di John English (1951)
- Nebbia sulla Manica (Dangerous When Wet), regia di Charles Walters (1953)

### Televisione
- Il cavaliere solitario (The Lone Ranger) – serie TV (1950-1953)
- Wild Bill Hickok (The Adventures of Wild Bill Hickok) – serie TV (1952)
- Death Valley Days – serie TV, (1952-1955)
- Le leggendarie imprese di Wyatt Earp (The Life and Legend of Wyatt Earp) – serie TV (1956)
- Annie Oakley – serie TV (1956)
- Whispering Smith – serie TV, episodi 1x20-1x21 (1961)